# Shinoe Shōda
Shinoe Shōda (en japonès: 正田 篠枝, Shōda Shinoe) (Hiroshima, 22 de desembre de 1910 - Hiroshima, 15 de juny de 1965) fou una escriptora japonesa. Es va graduar a l'escola femenia Aki el 1928. La seva obra, sobretot poesia tanka, tracta problemes relacionats amb la bomba atòmica (literatura de la bomba atòmica). La seva obra completa es compon de Sange (1947), Sarusuberi (1966) i «Dokyumento Nihonjin» (Reiko, Chanchako bachan (1969).
Va morir el 1970 a casa seva d'Hiroshima, el 15 de juny de 1965 a causa d'un càncer de mama i de leucèmia.